# 1241 w literaturze
Wydarzenia literackie w 1241 roku.

## Zmarli
- Teika Fujiwara, japoński poeta (ur. 1162)
- Snorri Sturluson, islandzki pisarz